# 한국실천신학회
한국실천신학회는 한국에서 실천신학을 전공한 학자들이 중심으로 1993년에 발족된 신학회이다. 기독교 신학내에서 실천신학의 학술정보를 교류하고 교회와 지역사회 및 국내외 신학교육의 증진을 위해 학술활동을 하는 학회이다. 2018년 현재 장로회신학대학교 김경진 박사가 회장이다. 학회지는 1997년 창간호인 <신학과 실천>이 년 4회 발행되고 있으며 편집위원장은 위형윤 박사이다.

## 같이 보기
- 한국복음주의실천신학회
- 한국기독교학회